# Радио галаксија
Радио галаксија као и блазар је астрономски објекат а представља врсту активне галаксије велике луминозности у радио делу спектра. Луминозност може да им порасте и до 1039 W односно интервал између 10 MHz и 100 GHz а за то је захвално синхротроно кретање честица у џетовима. Те честице се крећу релативистички. Ове галаксије најчешће нису толико светле у видљивом делу спектра.
По морфолошком облику, ове галаксије су најчешће велике елиптичне галаксије (погледати Хаблова виљушка). За космологе представљају право благо јер су велике луминозности и кад су далеко. Тренутно се највише истражују утицаји радио галаксија на остале галаксије у галактичним јатима.

## Процес емитовања радио зрачења
Емитовање радио зрачења је синхротронски карактеристично по снажној поларизацији. Ово имплицира да радио-емитујућа плазма садржи, најмање, електроне са релативистичким брзинама (Лоренцови фактори од ~104) и магнетна поља. Пошто плазма мора бити неутрална, она такође мора да садржи протоне или позитроне. Не постоји начин да се одреди садржај честица директно из посматрања синхротронског зрачења. Штавише, не постоји начин да се из посматрања одреде густине енергије у честицама и магнетним пољима: иста синхротронска емисивност може бити резултат неколико електрона и јаког поља, или слабог поља и много електрона, или нешто између. Могуће је одредити минимални енергетски услов који представља минималну густину енергије коју регион са датом емисивношћу може да има, али много година није било посебног разлога да се верује да су праве енергије билe близу минималних енергија.
Сестрински процес синхротронског зрачења је инверзно-Комптонов процес, у коме релативистички електрони интерагују са амбијенталним фотонима и Томсоново расејавање их доводи до високих енергија. Показало се да је инверзно-Комптонова емисија из радио-гласних извора посебно важна у подручју рендгенских зрака, и, како зависи само од густине електрона, детекција инверзног комптоновог расејања омогућава донекле зависну од модела процену густине енергије у честицама и магнетним пољима. Ово је коришћено да се тврди да су многи моћни извори заправо прилично близу услова минималне енергије.

## Радио структуре
Радио галаксије и у мањој мери радио-гласни квазари приказују широк спектар структура на радио мапама. Најчешће структуре великих размера називају се режњеви: то су двоструке, често прилично симетричне, грубо елипсоидне структуре постављене са обе стране активног језгра. Значајна мањина извора ниске луминозности показује структуре које су обично познате као перјанице које су много издуженије. Неке радио галаксије показују једну или две дугачке уске карактеристике познате као млазнице (најпознатији пример је џиновска галаксија M87 у јату Девице) које долазе директно из језгра и иду у режњеве. Од 1970-их, најшире прихваћен модел је да се режњеви или перјанице напајају сноповима високоенергетских честица и магнетног поља који долазе из близине активног језгра. Верује се да су млазнице видљиве манифестације снопа, а често се термин млаза користи да се односи и на видљиву карактеристику и на основни ток.
Године 1974, Фанароф и Рајли су поделили радио изворе у две класе, сада познате као Фанароф и Рајлијева класа I (FRI) и класа II (FRII). Разлика је првобитно направљена на основу морфологије радио емисије велике скале (тип је одређен растојањем између најсјајнијих тачака у радио емисији): FRI извори су били најсјајнији према центру, док су FRII извори били најсјајнији на ивицама. Фанароф и Рајли су приметили да постоји прилично оштра подела у луминозности између ове две класе: FRI су били слабог осветљења, док су FRII били високог осветљења. Са детаљнијим радио посматрањима, испоставило се да морфологија одражава начин преноса енергије у радио извору. FRI објекти обично имају светле млазове у центру, док FRII имају слабе млазнице, али светле жаришне тачке на крајевима режњева. Чини се да су FRII у стању да ефикасно транспортују енергију до крајева режњева, док су FRI снопови неефикасни у смислу да зраче значајну количину своје енергије док путују.
Детаљније, подела FRI/FRII зависи од окружења галаксије домаћина у смислу да се прелаз FRI/FRII појављује при већој луминозности у масивнијим галаксијама. Познато је да FRI млазови успоравају у регионима у којима је њихова радио емисија најсјајнија, te се чини да FRI/FRII транзиција одражава да ли млаз/сноп може да се шири кроз галаксију домаћина без успоравања до субрелативистичкih брзинa интеракцијом са међугалактичким средином. Из анализе релативистичких ефеката снопа, познато је да млазови FRII извора остају релативистички (са брзинама од најмање 0,5c) до крајева режњева. Вруће тачке које се обично виде у FRII изворима тумаче се као видљиве манифестације шокова насталих када се брз, а самим тим и суперсонични млаз (брзина звука не може прећи c/√3) нагло престане на крају извора, и њихове спектралне расподеле енергије су у складу са овом сликом. Често се види више жаришта, што одражава или наставак одлива након удара или померање тачке завршетка млаза: целокупни регион жаришта се понекад назива комплекс жаришта.

## Животни циклуси и динамике
Џетови највећих радио галаксија могу бити дугачки и по пар мегапарсека (пример такве радио галаксије је 3C236) а да би такав џет настао потребно је десет до пар стотина милиона година. То значи да, осим у случају веома малих, веома младих извора, не може се директно посматрати динамикa радио извора, те се мора прибегавати теорији и закључцима из великог броја објеката. Јасно је да радио извори морају почети од малих и расти. У случају извора са режњевима, динамика је прилично једноставна: млазнице хране режњеве, притисак режњева се повећава и режњеви се шире. Колико се брзо шире зависи од густине и притиска спољашњег медија. Фаза највишег притиска спољашњег медијума, а самим тим и најважнија фаза са становишта динамике, је рендгенски зрак који емитује дифузни врући гас. Дуго времена се претпостављало да ће се моћни извори надзвучно ширити, гурајући шок кроз спољашњи медиј. Међутим, рендгенска запажања показују да су унутрашњи притисци моћних FRII извора често блиски спољним топлотним притисцима и нису много већи од спољашњих притисака, што би било потребно за надзвучно ширење. Једини познати систем који се недвосмислено надзвучно шири састоји се од унутрашњих режњева радио галаксије мале снаге Центајуруса А који су вероватно резултат релативно недавног избијања активног језгра.

## Домаћине галаксије и окружења
These radio sources are almost universally found hosted by elliptical galaxies, though there is one well-documented exception, namely NGC 4151. Some Seyfert galaxies show weak, small radio jets, but they are not radio-luminous enough to be classified as radio-loud. Such information as there is about the host galaxies of radio-loud quasars and blazars suggests that they are also hosted by elliptical galaxies.
There are several possible reasons for this very strong preference for ellipticals. One is that ellipticals generally contain the most massive black holes, and so are capable of powering the most luminous active galaxies (see Eddington luminosity). Another is that ellipticals generally inhabit richer environments, providing a large-scale intergalactic medium to confine the radio source. It may also be that the larger amounts of cold gas in spiral galaxies in some way disrupts or stifles a forming jet. To date there is no compelling single explanation for the observations.

## Унифицирани модели
Различите врсте радио-гласних активних галаксија су повезане уједињеним моделима. Кључно запажање које је довело до усвајања обједињених модела за моћне радио галаксије и радио-гласне квазаре било је да се чини да су сви квазари усмерени ка нама, показујући суперлуминално кретање у језгрима и светле млазове на страни најближег извора. нама (Лајнг-Гарингтонов ефекат:). Ако је то случај, мора постојати популација објеката који се не зраче према нама, а пошто знамо да режњеви нису погођени зрачењем, они би се појавили као радио галаксије, под условом да је језгро квазара замагљено када се види извор бочно на. Сада је прихваћено да барем неке моћне радио галаксије имају 'скривене' квазаре, мада није јасно да ли би све такве радио галаксије биле квазари ако се посматрају из правог угла. На сличан начин, радио галаксије мале снаге су вероватна родитељска популација за БЛ Лак објекте.

## Врсте галаксија
Ови радио извори скоро увек се налазе само у елиптичним галаксијама мада има изузетака. Велике Сејфертове галаксије, сличне квазарима понекад поседују мале џетове који зраче у радио делу спектра.
Постоји више разлога зашто се радио џетови јављају само код елиптичних галаксија. Један од разлога је да оне имају највеће црне рупе у средишту па могу да произведу најлуминозније џетове. А такође, богате су звезданим материјалом па црна рупа има од чега да се "храни".